# Танадайчук Сергій Володимирович
Танадайчук Сергій Васильович (нар. 9 травня 1963, с. Махаринці, Козятинський район, Вінницька область, УРСР — пом. 29 липня 2002, Бердичів, Житомирська область, Україна) — український майстер народної творчості.

## Біографія

### Дитинство і юність
Народився 9 травня 1963 року у селі Махаринці, Козятинського району, Вінницької області. Пізніше жив і працював у Бердичеві Житомирської обл. Виховувала Сергія одна мати — батько помер, коли йому виповнився один рік. Разом із мамою та ще трьома дітьми вони мали квартирку із кімнатою 9 м² і такою ж кухнею. Любив малювати ще з дитинства. Материні розписи, що прикрашали оселю, народні пісні, які вона співала, навколишня природа пробуджували у Сергія потяг до пізнання краси, до творчості. Він створював малюнки за мотивами маминих пісень, розписував паперові рушники, килимки. Коли Сергію виповнилось 13 років мати померла.
Про себе він розповідав таке: «Я сирота. Батько помер, коли мені виповнився рік, а в тринадцять років залишився і без матері. Єдиним світлим променем моїх дитячих спогадів є те, як ми з мамою вирізаємо витинанки. Я маму дуже любив. Мабуть, пристрасть до творчості — від неї…Потім довелося навчатися в ПТУ, хоча більше всього любив малювати…».

## Початок творчості
У 1983 році поїхав на роботу в Петриківку. У юнацькому віці в художньому осередку Петриківка (Дніпропетровська обл.) під впливом відомої майстрині витинанки Антоніни Авдієнко Сергій Танадайчук познайомився з виготовленням витинанок з кольорового паперу, компонуючи з них у подальшому орнаменти, букети, додаючи стебла і й листочки. Ці нові враження та екзерсиси стали для майстра поштовхом для власних фантазій, допомогли обрати улюблений вид мистецтва.
Працював Танадайчук в таких техніках, як живопис, розпис, витинанки, писанки, пластика, малюнки-вірші, складав казки й пропонував дітям їх ілюструвати. Придумав витинанки-іграшки. Звичайно, що все в рамках традицій. У 1984 році повернувся до Бердичева. Був оформлювачем, малював плакати, фарбував паркани, працював двірником.
«Самовдосконалюючись у творчих пошуках! за порадою Федора Панчука, з Вінниці, я звернув увагу на стиль паперового килимка, знайденого мною на Тернопільщині, і вирішив віднині малювати, відштовхуючись від такої цінної знахідки. Наслідування народного мистецтва і привело мене згодом до Спілки майстрів народного мистецтва України, хоча й не всі напрямки моєї творчості відповідають народному малярству. Але все-таки намагаюся триматися столітніх і тисячолітніх традицій свого народу.» — писав Сергій Танадайчук.
Сергій Танадайчук працював в таких техніках, як живопис, розпис, витинанки, писанки, пластика, малюнки-вірші, а ще складав казки й пропонував дітям їх ілюструвати. Придумував витинанки-іграшки. У виготовленні авторських панно Танадайчук використовував також різні технічні прийоми. Частина його доробку виконано відщипуванням, коли можна працювати без інструментів, відриваючи пальцями невеликі частини від складеного чи розгорнутого аркуша паперу, надаючи в такий спосіб потрібної форми уявному/реальному образу та створюючи різні інші модулі. Частину робіт майстер виконав у традиційній техніці вирізування із допомогою ножиць. Переважна більшість його витинанок — це композиції з багатьох кольорових елементів, що різняться за розмірами й формами, як правило, на контрастному тлі, утім є частина творів, вирізаних із одного цільного аркуша паперу.

### Майстер. Педагог. Учитель
Важливою сторінкою в діяльності Сергія Танадайчука залишилася його педагогічно-виховна робота з дітьми Бердичівського інтернату для сиріт, де на громадських засадах з 1995 р. він щонеділі проводив заняття з декоративно-ужиткової творчості.
«Всіх учнів, яких навчаю на громадських засадах, маю тридцять, віком від 5 до 17 років. У школі офіційно я не працював і не маю для того освіти. Та виявилося, що без шкільної програми можна проводити заняття як у школі, так в моїй майстерні. Щодо останньої, то вона слугує і класом, і житлом для мене. Просторіше розміститися досі не вдалося. Ледве купив цю кімнату за допомогою американського подружжя Ігоря Фіглюся та Наталки Яресько, котрі посприяли заробити гроші. Бо нема чого сподіватися, що хтось просто так дасть гроші. Іще Міжнародний Фонд Відродження» суттєво допоміг дітям матеріалами для творчості. Найкраще ними скористалася Віка Зданевич. Вони стали поштовхом до створення найкращих картин на дохристиянську тему." — згадував Сергій Танадайчук. За них юна художниця одержала диплом від ректора Академії мистецтва, Бориса Олійника та Віце-Прем'єр-міністра України. Також отримала головний приз на фестивалі народних промислів (Дніпропетровськ, 1996 р.).
Учні цього гуртка на Всеукраїнських конкурсах неодноразово отримували грамоти й дипломи. З часом подружжя Фіглюсів з США сприяло у придбанні приміщення для майстерні. Активна педагогічна діяльність митця поширилася також і на видання серії популярних та дитячих видань «Бердичівське народне мистецтво», «Витинанкова газета». У них були опубліковані, переважно роботи вихованців, зокрема, однієї з талановитих учениць, Віки Зданевич.
У 1997 році вийшла з друку книга відомого українського письменника Сергія Плачинди «Міфи та легенди давньої України» з ілюстраціями С. Танадайчука. У цій книзі можна прочитати про педагогічну, наставницьку діяльність бердичівського художника: «Сергій Танадайчук зовні трохи замкнутий і надто серйозний. Але насправді дуже доброзичливий, а головне — хороший педагог. Всіх сусідських „чомучок“ зумів зацікавити своїм ремеслом. Ось лише важко митцеві кожен раз вирішувати, де розмістити свою „школу“. Добре, коли погода, тоді можна позайматися просто у дворі на столику, де дорослі стукають у доміно. Гірше в дощ. Тоді за клас слугує тісне приміщення художника з міцним запахом фарб та вщерть заставлене власними творами. Всіх учнів у майстра близько тридцяти. Це учні міських шкіл, вихованці школи-інтернату, з якими він займається безкоштовно. З ученицею Бердичівської школи № 3 Вікою Зданевич за одним малярським столом Сергій працює вже кілька років. І, як не дивно, одне одному не заважають. Таке рідко трапляється поміж художниками, бо у кожного з них власні погляди і світосприйняття. Ще вчора вона була звичайною дівчинкою, а сьогодні (от дива!) — художниця. Можливо, в чомусь Віка наслідує свого вчителя, адже вони ніби два крила однієї творчої наснаги…».
Анатолій Шевчук у книзі «Пантеон Бердичівських імен» пише: "Є один запис у щоденнику художника, зроблений ним 2 лютого 1996 року, який свідчить, що Сергій Танадайчук для дітей-сиріт був кимось більшим, ніж учителем витинанкарства: «Сьогодні бачив, що в когось із дірки чобітка вилізла третина стопи. Раніше і на шкарпетках бачив дірки, з яких п'яти виднілися. Я Валі зашив чобіток, всім не зможу, в них же чоботар є…».

### Творче зростання
Творчому зростанню майстра сприяло ознайомлення з творчістю відомих художниць, зокрема Марії Примаченко, Надії Білокінь, Ганни Собачко-Шостак. При цьому Сергій Танадайчук не прагнув наслідувати когось, а з кожним кроком утверджував свій стиль та почерк. Культура Трипілля знайшла своє відображення в декоративному живописі і графіці Танадайчука.
Творча співпраця єднала С. Танадайчука із викладачем Житомирського училища культури ім. І. Огієнка Анатолієм Шевчуком, який з 1998 р. до програми декоративно-ужиткової творчості ввів теоретичний курс «Мистецтво витинанки та етнокультурознавство». Студенти цього закладу вперше в Україні захистили групову дипломну роботу «Галерея витинанки». Найкращі роботи були представлені незабаром на звітній виставці «Витинанка-2000», до каталогу-альбому ввійшли десятки найкращих паперових творів випускників.
Художник малює олійними фарбами на полотні. Його твори не схожі на роботи інших майстрів. Світ образів С. Танадайчука — казковий, чарівний, фантастичний. В основі його лежать легенди давньої України. символічна мова наших пращурів. У великих за розміром панно художника фантастичне — життєве, реальне — фантастичне. Усе так, як у казці: звірі, дерева, квіти, птахи діють, розмовляють, борються за добро.
За серію робіт «Вирій» Сергія Танадайчука було прийнято до Національної спілки майстрів народного мистецтва України. Публікації творів Танадайчука, а також розповіді про нього сьогодні на шпальтах багатьох видань. Персональна виставка його творів «Острів Вирій» відбулася в Києві, в товаристві пам'яток історії та культури, а також у Житомирі в музеї космонавтики.

## Творчий доробок митця
Як оригінального митця Танадайчука запрошували до співробітництва видавці. З його колоритними малюнками-ілюстраціями у видавництві «Веселка» вийшло кілька книжок для дітей: «Щаслива корова», «Витинанки». Ним започатковано серію спеціальних мініатюрних видань «Бердичівське мистецтво».
С. Танадайчук знаний у світі народного мистецтва як писанкар. Його роботи виставлялися на І Міжнародному з'їзді писанкарів (Київ, 1992 р.), на виставках «Українське писанкарство» (м. Ліон, Франція, 1993 р.), «Писанкарство України та діаспори» (Київ, 1993 р.). Найбільшу славу в Україні здобули витинанки С.Танадайчука та його учнів. Бердичівськими витинанками оформлено альманах переможців Міжнародного літературного конкурсу «Гранослов-97». Були ще публікації у виданнях «Жінка», «Малятко», «Однокласник», «Перемена», «Зірка», «Я, ти, ми», «Зелений світ», «Столиця», «Киевские новости», «Не хлібом єдиним», «Житомирщина», «Земля Бердичівська», «Бердичівська мозаїка» (польською мовою).
У творчому доробку Сергія Танадайчука нараховується численна кількість розписів на ватмані і полотні, які порозліталися по приватних колекціях України та країн світу.
Сергій був першим майстром народної творчості в Україні, який заснував серію односторінкових випусків-складнів про витинанкове мистецтво своїх учнів. Його статті у журналі «Народне мистецтво» та дві книги «Декоративне мистецтво» (1998 р.) і «Витинанки» (2000 р.) і нині є настільними навчально-методичними посібниками для вчителів малювання та праці загальноосвітніх шкіл.